# إلانا ويلز
إلانا ويلز (بالإنجليزية: Elana Wills)‏ هي قاضية ومحامية أمريكية، ولدت في 1962.